# Let's Make Money
Let's Make Money es un documental realizado por Erwin Wagenhofer (2008) y que trata diversos aspectos del funcionamiento de los mercados financieros internacionales y sus repercusiones sobre los países en vías de desarrollo, así como en los propios países desarrollados.